# Husby-Sjuhundra distrikt
Husby-Sjuhundra distrikt är ett distrikt i Norrtälje kommun och Stockholms län. 
Distriktet ligger i sydvästra delen av kommunen. 

## Tidigare administrativ tillhörighet
Distriktet inrättades 2016 och utgörs av socknen Husby-Sjuhundra i Norrtälje kommun.
Området motsvarar den omfattning Husby-Sjuhundra församling hade vid årsskiftet 1999/2000.